# زهير الشاويش
زهير الشاويش (1344- 1434 هـ/ 1925- 2013 م) عالم سوري سلفي، باحث محقِّق، وكاتب مؤرِّخ، ووجيه مجاهد، وسياسي برلماني، وقيادي إسلامي، من شيوخ الناشرين العرب، وصاحب أول مكتب تحقيق تراث في العالم العربي. امتلك مكتبة شخصية خاصَّة تعد من أكبر المكتبات الشخصية في العالم الإسلامي، فيها من نوادر المخطوطات والمطبوعات. وحصل على عدد من الجنسيات إضافة إلى جنسيته السورية، وهي الجنسية القطرية والأردنية واللبنانية.

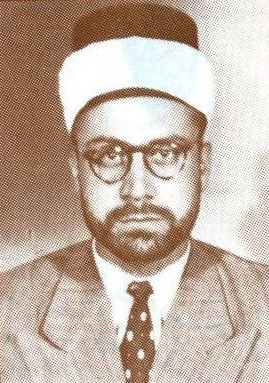
زهير الشاويش في شبابه

## ولادته ونشأته
وُلد محمد زهير بن مصطفى بن أحمد بن علي الشاويش الحسيني الهاشمي، في حيِّ المَيدان بمدينة دمشق، بتاريخ 8 ربيع الأول 1344 هـ الموافق 25 سبتمبر (أيلول) عام 1925م، لأسرة قديمة في حيِّ الميدان قدِم جدودهم من العراق وأقاموا في دمشق، وأصل نسبتهم (الحسيني) نسبةً إلى السِّبط الشهيد الحسين بن عليٍّ بن أبي طالب. ثم غلب عليهم لقب (الشاويش) نسبةً إلى جدِّهم أحمد الحسيني الذي كان يتولى تأمين قافلة الحج من دمشق إلى الحِجاز مع رجاله وهو ما يسمَّى (المَحمَل الشامي)، ويشرفون على تزويد الحجيج بالماء والطعام في الذهاب والعودة، فاشتَهَر بلقب (الشاويش).
نشأ زهير في رعاية والدَين فاضلين، فأبوه مصطفى بن أحمد الشاويش (ت 1388هـ/ 1968م) كان من وجهاء حي الميدان، ومن أكابر تجَّار الشام مع العراق ومصر بالخيل المُعدَّة للسباق، وهو مجاهد شارك في جهاد المحتل الفرنسي عام 1925م. وكان بيته تَؤُمُّه الوفود من أرجاء العالم الإسلامي، والعلماءُ والوجهاء. وأمُّه زينب بنت سعيد رحمون من حي الميدان أيضًا.
وقد رافقَ والدَه من نعومة أظفاره في رحلاته التجارية بين البلاد العربية،  ولا سيما إلى مصر والعراق وبادية الشام، وعرَف في أسفاره هذه رجالات من أهل العلم والعمل والدعوة والأدب، من أمثال: الشيخ محمد الخضر حسين، وفوزان السابق، وخير الدين الزركلي، وسليمان الرميح، وعبد العزيز الحجيلان.

## دراسته وتحصيله
انتسب في المرحلة الابتدائية إلى مدرسة خالد بن الوليد في حيِّ الميدان، وشارك في مظاهرات الطلاب احتجاجًا على الاحتلال الفرنسي، بقيادة شيخ الحي محمد الأشمر، ومعه الشيخ محمد كامل القصَّاب، والشيخ محمد بهجة البَيطار، وأستاذه علي الطنطاوي. وحالت الظروفُ دون إتمامه دراسته النظامية، فاعتنى بطلب العلم الشرعي، وكثرة القراءة والمطالعة، وإدمان النظر في كتب التراث الإسلامي. وحضر وهو صغير مجالسَ المحدِّث الأكبر بدر الدين الحسني وله إجازةٌ منه. وأخذ عن كبار العلماء أمثال المشايخ: محمد بهجة البَيطار، ومحمد ناصر الدين الألباني، ومحمد بن عبد العزيز المانع.
وحصَّل عشَرات الإجازات الحديثية والعلمية من كبار علماء العصر المُسنِدين من أقطار العالم الإسلامي المختلفة، وقد زاد مشايخه في الإجازة على مئتين، من أشهرهم:
محمد جميل الشطِّي (الدمشقي)، وأحمد محمد شاكر (المصري)، وإبراهيم الراوي (العراقي)، ومحمد بن عبد الله آل عبد القادر (الأحسائي)، ومحمد البشير الإبراهيمي (الجزائري)، وعبد الوهَّاب الحافظ دبس وزيت (الدمشقي)، وعبد الله القلقيلي (مفتي فلسطين والأردن)، وعبد الرحمن بن يحيى المعلِّمي (اليماني ثم المكي)، ومحمد راغب الطبَّاخ (الحلبي)، وتقي الدِّين الهلالي (المغربي)، وصلاح الدِّين بن رضا الزعيم (الدمشقي)، وسعدي ياسين الصبَّاغ (الدمشقي ثم البيروتي)، وحسين أحمد المدني (مرجع أسانيد أهل الهند)، ومحمد بن محمود الحامد (الحَمَوي)، ومحمد سعيد العَرْفي (الفُراتي)، ومحمد بن عبد العزيز المانع (القَصيمي ثم القطري)، وحبيب الرحمن الأعظمي (الهندي)، ومحمد سالم البِيحاني (العَدَني)، ونافع الشامي (الإدلبي).
وتدبَّج مع آخرين (تبادلَ الإجازة، أي كل منهما يجيز الآخر)، منهم: عبد الله العقيل، وبكري الطرابيشي، وعصام العطار.

## جهاده وصِلاته
شارك زهير الشاويش وهو شابٌّ في العشرين من عمره في مقاومة الاحتلال الفرنسي عام 1945م، ثم في مقاومة الصَّهاينة والإنكليز في فلسطين عام 1948م. وكان جهاده في فلسطين تحت راية الزعيم الحاج أمين الحسيني وقائد كتائب الإخوان مصطفى السباعي. وصار عضوًا في جمعية التمدُّن الإسلامي، وجماعة الشبَّان المسلمين. وله مشاركةٌ فاعلة في الحركة الإسلامية مع الشيخ الدكتور مصطفى السِّباعي والأستاذ عصام العطَّار، وتبوَّأ مناصبَ قيادية رفيعة فيها، وانتُخب عضوًا في البرلمان السوري عام 1961م. وكان له في البرلمان مواقفُ جريئة.
سافر إلى دولة قطر عام 1956م للعمل في التعليم،  وأسهم في تأسيس التعليم الحديث فيها، وعمل على إدخال ما هو نافعٌ ومفيد في مناهجها ومقرَّراتها، مع تثبيت تعليم البنات ونشره بين أبناء البادية، وشارك في إنشاء المعهد الديني هناك. ونال حُظوة ومكانة لدى أميرها الشيخ علي بن عبد الله آل ثاني، وأصبح مستشارَه العلميَّ، واستمرَّت صلته بخلَفه الشيخ أحمد بن علي آل ثاني، ثم الشيخ خليفة بن حمد آل ثاني.
وكان له صلةٌ وثيقة بكبار رجالات عصره والزعماء وذوي المكانة، ولا سيَّما أمراء الخليج عمومًا، وقادة السعودية وقطر خصوصًا. ففي السعودية كان بينه وبين الملك عبد العزيز آل سعود مراسلاتٌ كثيرة، ثم توثقت علاقتُه بملوكها سعود بن عبد العزيز، وخالد بن عبد العزيز، وفيصل بن عبد العزيز، فضلًا عن صلته بدار الإفتاء، وغيرها من الدوائر الرسمية. وببعض أعلام الحجاز ونجد وعلمائها من مثل: الشيخ محمد نصيف، والمفتي الشيخ محمد بن إبراهيم آل الشيخ، وأخيه الشيخ عبد الملك بن إبراهيم، وعبد الرحمن بن سِعدي، ومحمد بن عبد العزيز المانع، والمفتي عبد العزيز ابن باز.
وحصل على عدد من الجنسيَّات هي: القطَرية، واللبنانية، والأردُنِّية، إضافة إلى جنسيَّته السورية.

## المكتب الإسلامي
اهتمَّ زهير الشاويش بطباعة الكتب ونشرها منذ عام 1370هـ/ 1950م، ثم أسَّس دارًا للنشر في دمشق باسم دار السلام، وفي عام 1377هـ/ 1957م جعل اسمَها (المكتب الإسلامي)، وألحق بها مكتبًا لتحقيق التراث، وكان مقرُّها في محلَّة الحَلْبُوني، ثم اضطُرَّ مكرَهًا إلى الانتقال بها إلى بيروت عام 1382هـ/ 1963م، واستقرَّ هو في الحازمية قرب بيروت، وصارت الدار من أكبر دور النشر في العالم العربي.
وامتاز المكتب الإسلاميُّ بما نشر من كتب محققة ومضبوطة بعناية، في التفسير، والفقه، والحديث النبويِّ الشريف، والتراث السلفيِّ عمومًا ومصنَّفات شيخ الإسلام ابن تيميَّة خصوصًا. وشارك الشيخُ زهير فريقَ العمل في التحقيق العلمي والتصحيح، وقدَّم لكتب كثيرة، واستقطب إلى مكتبه أفاضلَ أهل العلم من باحثين ومحققين ومصححين، منهم: محمد ناصر الدين الألباني، وعبد القادر الأرناؤوط، وشعيب الأرنؤوط، ود. محمد بن لطفي الصبَّاغ، وصالح بن أحمد الشامي، ومحمد نزار الخاني، وإسماعيل الكِيلاني، ومحمد تيسير قرَه بَلا، ومحمد حسام الدين الخطيب.
واعتمد في تحقيق كتب الفقه الحنبليِّ على عدد من الفقهاء على رأسهم: الشيخ محمد بن عبد العزيز المانع، والشيخ عبد القادر الحَتَّاوي (الدُّومي). وانتفع كثيرًا بنصح الشيخ المربي عبد الرحمن الباني، وعدد من الأفاضل منهم: شيخ العربيَّة أحمد راتب النفَّاخ، والأستاذ عصام العطَّار.
وجمع مكتبةً شخصية ضخمة تعدُّ من كبرَيات المكتبات الخاصَّة في العالم العربي، ضمَّت عشرات ألوف الكتب المطبوعة، وأكثر من عشَرة آلاف مخطوط، فيها مصنَّفاتٌ كثيرة بخطوط مؤلفيها، ومئاتُ المخطوطات النادرة والفريدة التي لا يُعرَف نسخةٌ أخرى منها في العالم. وكانت مكتبته من مراجع خير الدين الزِّرِكْلي في كتابه الأعلام. وتعدُّ سجلَّات محفوظاته الخاصَّة (الأرشيف الشخصي) من أندر السجلَّات وأثراها؛ بالرسائل والوثائق والصور وخطوط الأعلام والمشاهير. وهو من أعرف الناس بالمخطوطات العربيَّة، وله عنايةٌ بجمع تراث علماء الأسر الشاميَّة، أمثال: آل الشطِّي الحنابلة، وآل الأتاسي، وآل الكُزبَري، والعطَّار، والخطيب، والأُسطواني، وعابِدين بدمشق. وآل الشريف في القدس والخليل. وله عنايةٌ أيضًا بالمخطوطات النجدية.

## آثاره وأعماله

### في التأليف
1. تبويب وترتيب أحاديث صحيح الجامع الصغير وزيادته على أبواب الفقه ومعجم غرائب ألفاظه، 1406هـ/ 1986م.
2. فهارس صحيح وضعيف سنن ابن ماجَه، طبعة مكتب التربية العربيِّ لدول الخليج لـ: صحيح سنن ابن ماجه، وطبعة المكتب الإسلاميِّ لـ: ضعيف سنن ابن ماجه، وطبعة محمد فؤاد عبد الباقي، 1408هـ/ 1988م.
3. محمد نصيف ذكرياتٌ لا تُنسى، 1416هـ/ 1996م.
4. المقدِّمات لمطبوعات المكتب الإسلامي للطباعة والنشر، 1414هـ/ 1993م.
5. الملحوظات على الموسوعة الفلسطينية، 1410هـ - 1989م. وأدت ملحوظاته هذه إلى إيقاف طبع الموسوعة، مع أنها عمل فيها أكثر من 300 باحث![8]
6. هوامش دفتر المخطوطات وإتقان طبع الكتاب وتسويقه، 1414هـ/ 1993م.[11]
7. الوَحدة الإسلامية والتقريب بين أهل المذاهب، محاضرة أُلقيت في (مركز البيان الثقافي)، ويليها: السنَّة بين موازين الكتب الستَّة والأصول الأربعة ومجال التقارب، بالاشتراك مع سعود المولى، 1419هـ/ 1998م.

### في التحقيق
له الكثير من الكتب بين تحقيق، ومشاركة في التحقيق، ومراجعة وإشراف وتصحيح، منها:
1. إبطال الحِيَل، للإمام ابن بطَّة العُكبَري، 1409هـ/ 1988م.
2. الأجوبة الجليَّة في الأحكام الحنبليَّة، للشيخ موسى بن صوفان القدومي (ت 1336هـ)، 1404هـ/ 1984م.
3. إخبار أهل الرسوخ في الفقه والحديثْ بمقدار المنسوخ من الحديثْ، للإمام ابن الجوزي. ومعه كتاب: قبضة البيانْ في ناسخ ومنسوخ القرآنْ، للإمام جمال الدين بن عبد الرحمن البذوري، بالاشتراك مع محمد أحمد كنعان، 1404هـ/ 1984م.
4. أداء ما وجَبْ من بيان وضع الوضَّاعين في رجَبْ، للإمام عمر بن حسن بن دِحيَة الكلبي، تخريج محمد ناصر الدين الألباني، 1419هـ/ 1998م.
5. الأربعون الكِيلانية، جمعها الحافظ عبد الرزَّاق بن عبد القادر الكِيلاني، 1421هـ/ 2000م.
6. إرشاد الطالبينْ لآثار سيِّد العالَمينْ صلى الله عليه وسلم، لأحمد بن حسين بن بَدران البيروتي، 1417هـ/ 1997م.[16]
7. إزالة الدَّهْش والوَلَهْ عن المتحيِّر في صحَّة حديث "ماء زمزمَ لما شُرب لَهْ"، لمحمد بن إدريس القادري، تخريج محمد ناصر الدين الألباني، 1414هـ/ 1993م.
8. أسماء الله الحُسنى، برواية الصحابيِّ الجليل أبي هريرة رضي الله عنه، والإمام جعفر الصادق، جمع أسانيدَها وطرقَها ومفرداتها الحافظ أحمد بن عليِّ بن حَجَر العَسقَلاني، استخراج حمدي بن عبد المجيد السَّلفي، 1418هـ/ 1997م.
9. أصولٌ في البِدَع والسُّنَن، لمحمد أحمد العدَوي، 1414هـ/ 1993م.
10. الأعلام العَليَّة في مناقب ابن تيميَّة، للحافظ عمر بن علي البزَّار، ومعه: التذكرة والاعتبارْ والانتصار للأبرارْ في نصيحة إخوان شيخ الإسلام ابن تيميَّة، للعلامة أحمد بن إبراهيم الواسطي، 1423هـ/ 2002م.
11. تحفة الأشرافْ بمعرفة الأطرافْ، للحافظ المِزِّي يوسف بن الزكيِّ، مع: النُّكَت الظِّرافْ على الأطرافْ، للحافظ أحمد بن عليِّ بن حَجَر العَسقَلاني، تحقيق: عبد الصمد شرف الدين، إشراف زهير الشاويش، 1403هـ/ 1983م.
12. تحقيق معنى السُّنَّة وبيان الحاجة إليها، لسليمان النَّدْوي، شارك في التعليق عليها وتخريجها محمد رشيد رضا، ومحبُّ الدين الخطيب، ومحمد ناصر الدين الألباني، 1414هـ / 1994م.
13. التفسير المختصَر المفيدْ للقرآن المَجيدْ، مختصر تفسير المنار، للسيِّد محمد رشيد رضا. أتمَّه وعلَّق عليه القاضي محمد أحمد كنعان، مراجعة زهير الشاويش، 1404هـ/ 1984م.
14. تفضيل الكلابْ على كثير ممَّن لبس الثيابْ، لمحمد بن خَلَف بن المَرْزُبان الآجُرِّي، 1410هـ/ 1990م.
15. التنكيلْ بما في تأنيب الكوثَريِّ من الأباطيلْ، للعلامة عبد الرحمن بن يحيى المعلِّمي اليَماني، تخريج وتعليق بالاشتراك مع محمد ناصر الدين الألباني، وعبد الرزَّاق حمزة، 1406هـ/ 1986م.
16. التوحيد أو العقائد الإسلاميَّة، لمحمد أحمد العدَوي، تخريج وتعليق محمد ناصر الدين الألباني، 1425هـ/ 2004م.
17. تيسير العزيز الحَميدْ في شرح كتاب التوحيدْ الذي هو حقُّ الله على العبيدْ، للشيخ سليمان بن عبد الله آل الشيخ، 1423هـ/ 2002م.
18. جامع المناسك الثلاثة الحنبليَّة، لأحمد بن محمد المَنقُور التميمي النجدي، ترجمة المؤلِّف بقلم العلامة محمد بن عبد العزيز بن محمد بن مانع، 1398هـ/ 1977م.[17]
19. جواهر الأفكارْ ومعادن الأسرارْ المستخرَجة من كلام العزيز الجبَّارْ (تفسير ابن بدران)، للعلامة الشيخ عبد القادر بن أحمد بَدْران الدُّومي الدمشقي، 1420هـ/ 1999م.
20. الاحتجاج بالقدَر، لشيخ الإسلام أحمد بن عبد الحليم ابن تيميَّة الحرَّاني الدمشقي، تخريج محمد ناصر الدين الألباني، 1425هـ/ 2004م.
21. حقيقة الصِّيام، لشيخ الإسلام ابن تيميَّة الحرَّاني الدمشقي، خرَّج أحاديثها محمد ناصر الدين الألباني، 1404هـ/ 1984م.
22. الحِكَم الجديرة بالإذاعَةْ من قول النبيِّ - صلَّى الله عليه وسلم -: "بُعِثتُ بالسيف بين يدَي الساعَةْ"، للإمام عبد الرحمن بن أحمد بن رجب الحنبلي، إشراف زهير الشاويش، 1408هـ/ 1988م.
23. الخُطَب المِنبريَّة لشيخ الدعوة الإسلاميَّة الإمام محمد بن عبد الوهَّاب، تقديم محمد بهجة البَيطار، 1414هـ/ 1993م.
24. خُلاصة السيرة المحمَّدية وحقيقة الدعوة الإسلاميَّة وكليَّات الدِّين وحِكَمه، للسيِّد محمد رشيد رضا، إشراف زهير الشاويش، 1405هـ/ 1985م.
25. ذمُّ ما عليه مدَّعو التصوُّف من الغناء والرقص والتواجُد، وضرب الدُّف وسماع المزامير، ورفع الأصوات المنكَرة بما يسمُّونه ذكرًا وتهليلًا، بدعوى أنها من أنواع القُرَب إلى الله تعالى، فتوى شيخ الإسلام عبد الله بن أحمد بن قُدامة المَقدسيِّ الحنبلي، 1404هـ/ 1984م.
26. كتاب الردِّ على الجَهميَّة، للإمام أبي سعيد عثمان بن سعيد الدَّارمي، تخريج محمد ناصر الدين الألباني، 1402هـ/ 1982م.
27. الردُّ الوافرْ على من زعمَ بأن من سمَّى ابن تيميَّة شيخَ الإسلام كافرْ، لابن ناصر الدين الدمشقي محمد بن أبي بكر، 1426هـ/ 2005م.
28. الرسالة التدمُرية مجمل عقيدة السلف، لشيخ الإسلام ابن تيميَّة الحرَّاني الدمشقي، 1408هـ/ 1988م.
29. رفع المَلامْ عن الأئمَّة الأعلامْ، لشيخ الإسلام ابن تيميَّة الحرَّاني الدمشقي، 1412هـ/ 1992م.
30. شرح ثُلاثيَّات مسند الإمام أحمد، للعلامة محمد بن أحمد بن سالم السفَّاريني الحنبلي، تقريظ العلامة محمد بن محمد المغربي التافلاتي الأزهري، 1410هـ/ 1990م.
31. شرح السنَّة، للإمام الحسين بن مسعود الفرَّاء البغَوي، (16 مجلدًا) بالاشتراك مع شعيب الأرنؤوط، 1403هـ/ 1983م.[17]
32. شرح متن الأربعين النووية من الأحاديث الصحيحة في قواعد الدِّين، للإمام يحيى بن شرف النووي الدمشقي، 1414هـ/ 1993م.
33. صحيح سنن التِّرمذي باختصار السند، للشيخ محمد ناصر الدين الألباني، أشرف على طبعه والتعليق عليه وفهرسته زهير الشاويش، 1408هـ/ 1988م.
34. صحيح سنن أبي داود باختصار السند، للشيخ محمد ناصر الدين الألباني، اختصر أسانيده وعلَّق عليه وفهرسه زهير الشاويش، 1409هـ/ 1989م.
35. صحيح سنن ابن ماجَه باختصار السند، للشيخ محمد ناصر الدين الألباني، أشرف على طباعته والتعليق عليه وفهرسته زهير الشاويش، 1408هـ/ 1988م.
36. صحيح سنن النَّسائي باختصار السند، للشيخ محمد ناصر الدين الألباني، أشرف على طباعته والتعليق عليه وفهرسته زهير الشاويش، 1409هـ/ 1988م.
37. صفات المنافقين، للإمام: محمد بن أبي بكر بن قيِّم الجَوزية، 1399هـ/ 1978م.
38. صفة النفاق وذمُّ المنافقين، للإمام أبي بكر جعفر بن محمد الفِرْيابي، 1412هـ/ 1992م.
39. ضعيف الجامع الصغير وزيادته (الفتح الكبير)، للشيخ محمد ناصر الدين الألباني، أشرف على الطبعة المجدَّدة والمَزيدة والمنقَّحة، 1410هـ/ 1990م.
40. ضعيف سنن التِّرمذي، للشيخ محمد ناصر الدين الألباني، أشرف على استخراجه وطباعته والتعليق عليه وفهرسته زهير الشاويش، 1411هـ/ 1991م.
41. ضعيف سنن أبي داود، للشيخ محمد ناصر الدين الألباني، أشرف على استخراجه وطباعته والتعليق عليه وفهرسته زهير الشاويش، 1412هـ/ 1991م.
42. ضعيف سنن ابن ماجَه، للشيخ محمد ناصر الدين الألباني، أشرف على طباعته والتعليق عليه وفهرسته زهير الشاويش، تقديم الدكتور محمد الأحمد الرشيد، 1408هـ/ 1988م.
43. ضعيف سنن النَّسائي، للشيخ محمد ناصر الدين الألباني، أشرف على استخراجه وطباعته والتعليق عليه وفهرسته زهير الشاويش، 1411هـ/ 1990م.
44. العبودية، لشيخ الإسلام ابن تيميَّة الحرَّاني الدمشقي، تقديم عبد الرحمن الباني، تخريج محمد ناصر الدين الألباني، 1426هـ/ 2005م.
45. العقيدة الطَّحاوية، شرح وتعليق محمد ناصر الدين الألباني، إعداد وتقديم زهير الشاويش، 1414هـ/ 1993م.
46. عقيدة الفرقة الناجية أهل السنَّة والجماعة، لشيخ الدعوة الإسلامية الإمام محمد بن عبد الوهَّاب، 1414هـ/ 1993م.[18]
47. العقيدة الواسطيَّة ومجلس المناظرة فيها بين شيخ الإسلام ابن تيميَّة وعلماء عصره، لشيخ الإسلام ابن تيميَّة الحرَّاني الدمشقي، 1414هـ/ 1994م.
48. غاية المَرامْ في تخريج أحاديث الحلال والحَرامْ، للشيخ محمد ناصر الدين الألباني، بإشراف زهير الشاويش، 1414هـ/ 1994م.
49. فوائدُ قرآنيَّة، للشيخ عبد الرحمن بن ناصر السِّعدي، 1400هـ/ 1980م.
50. الكافي في فقه الإمام المبجَّل أحمد بن حنبل، لشيخ الإسلام عبد الله بن أحمد بن قُدامة المقدسيِّ الحنبلي، ترجمة المؤلف بقلم العلامة محمد بن عبد العزيز بن محمد بن مانع، 1408هـ/ 1988م.
51. كتاب الأشربة من مسائل الإمام أحمد، ومعه كتاب الترجُّل وكتاب الوقوف، للإمام أحمد بن محمد بن حنبل، من (الجامع) للإمام أحمد بن محمد بن هارون الخلَّال، 1421هـ/ 2000م.
52. الكَلِم الطيِّب، لشيخ الإسلام ابن تيميَّة الحرَّاني الدمشقي، تحقيق محمد ناصر الدين الألباني، إشراف زهير الشاويش، 1424هـ/ 2003م.
53. كلمة الإخلاص وتحقيق معناها، للحافظ عبد الرحمن بن أحمد بن رجَب الحنبلي، تخريج محمد ناصر الدين الألباني، 1399هـ/ 1978م.
54. كيف يتطهَّر المؤمن ويصلِّي، رسالة قيمة في بيان كيفيَّة الطهارة والصلاة على ضوء الكتاب والسنَّة، للشيخ أبي بكر جابر الجزائري، علَّق عليها زهير الشاويش، 1413هـ/ 1992م.
55. ما دلَّ عليه القُرآنْ ممَّا يعضُد الهيئةَ الجديدة القويمة البُرهانْ، للسيِّد محمود شُكري بن عبد الله الآلوسي، تخريج محمد ناصر الدين الألباني، 1418هـ/ 1997م.
56. مختصر الخِرَقي من مسائل الإمام المبجَّل أحمد بن محمد بن حنبل، تأليف واختيار الإمام عمر بن الحسين بن عبد الله بن أحمد الخِرَقي، تقديم الشيخ محمد بن عبد العزيز المانع، 1403هـ/ 1982م.
57. مختصر زاد المَعاد للإمام ابن قيِّم الجَوزية، للإمام محمد بن عبد الوهَّاب، 1403هـ/ 1983م.
58. مختصر منهاج القاصدين، للإمام عبد الله بن أحمد بن قُدامة المقدسيِّ الحنبلي، 1421هـ/ 2000م.
59. مسائل الإمام أحمد بن حنبل (3 أجزاء)، رواية عبد الله بن أحمد بن حنبل، وإسحاق بن إبراهيم بن مهران بن هانئ النَّيسابوري، وأحمد بن محمد بن هارون الخلَّال، 1421هـ/ 2000م.
60. المسائل المارْدِينيَّة في فقه الكتاب والسنَّة ورفع الحرَج في العبادات والمعاملات، لشيخ الإسلام ابن تيميَّة الحرَّاني الدمشقي، 1399هـ/ 1979م.
61. مساجَلة علميَّة بين الإمامَين الجليلَين العزِّ بن عبد السَّلام وابن الصَّلاح حول صلاة الرغائب المبتدَعة، للإمام عبد العزيز بن عبد السلام السُّلَمي، والإمام عثمان بن عبد الرحمن بن الصَّلاح الشافعي، بالاشتراك مع محمد ناصر الدين الألباني، 1423هـ/ 2002م.
62. المَظالم المشتركة، لشيخ الإسلام ابن تيميَّة الحرَّاني الدمشقي، 1403هـ/ 1983م.
63. منار السَّبيل وحاشيته: الأنوار على منار السَّبيل من إرواء الغَليل، لإبراهيم بن محمد بن سالم بن ضويَّان، تخريج محمد ناصر الدين الألباني، 1421هـ/ 2000م.
64. الناسخ والمنسوخ من كتاب الله عز وجل، لهبة الله بن سلامة بن نصر المقري، بالاشتراك مع محمد أحمد كنعان، 1406هـ/ 1986م.[19]
65. النخبة البَهيَّة في الأحاديث المكذوبة على خير البَريَّة، للعلامة محمد بن محمد بن أحمد السنباوي الأمير الكبير المالكي، 1409هـ/ 1988م.
66. النصيحة في صفات الربِّ جلَّ وعلا، وتتضمَّن عقيدةَ الإمام عبد الله بن يوسُف الجُوَيني (ت 438هـ)، للعلامة أحمد بن إبراهيم الواسِطي الشافعي المعروف بابن شيخ الحِزاميين، 1405هـ/ 1985م.
67. النقد والبيانْ في دفع أوهام خزيرانْ والدفاع عن سنَّة خير الأنام، فيما يتعلَّق بالسنَّة والبدعة والمولد وآداب قراءة القرآن والصِّياح والنِّياح في الجنائز والمآتم والمقابر، لمحمد كامل القصَّاب وعز الدين القسَّام، 1422هـ/ 2001م.
68. الواسطة بين الحقِّ والخَلق، لشيخ الإسلام ابن تيميَّة الحرَّاني الدمشقي، تخريج محمد ناصر الدين الألباني، 1425هـ/ 2004م.

## كتب عنه
- السندان الأعليان في تلاوة القرآن الكريم للشيخ بكري الطرابيشي، ورواية الحديث الشريف في بلاد الشام للشيخ زهير الشاويش، إعداد قسم التصحيح بالمكتب الإسلامي، 2007م.[20]
- سيرة مجاهد وعالم الشيخ زهير الشاويش، تأليف سوهام توفيق المصري، 2011م.[21]
- المخطوطات النجدية في الخزانة الشاويشية، تأليف راشد بن محمد بن عساكر، 2011م.[22]
- رحيل الشيخ المجاهد زهير الشاويش، تأليف أيمن بن أحمد ذو الغنى، 2013م (كتاب إلكتروني).[23]
- العالم المؤرِّخ الشيخ زهير الشاويش وخزانته الشاويشية، تأليف محمد بن ناصر العَجْمي، 2019م.[24]

## رأي علي الطنطاوي فيه
طالما ذكر الشيخ علي الطنطاوي زهير الشاوش في عُرض ذكرياته؛ مُثنيًا عليه وعلى فَعاله جميلَ الثناء. وفيما يلي شهاداتٌ منتزعةً من كتاب (ذكريات) للشيخ الطنطاويِّ:
- في 1/ 52: وصفه بقوله: ولدي الأستاذ النابغة زهير الشاويش صاحب (المكتب الإسلامي).
- وفي 2/ 372: أخبرني أخي أو ولدي الأستاذ العصاميُّ النابغة زهير الشاويش صاحب (المكتب الإسلامي) للنشر، وناشرُ العشَرات من كتب الفقه الحنبليِّ، والكتب السلفيَّة القيِّمة ومحقِّقُها...
- وفي 3/ 327: صار نائبًا في المجلس النيابيِّ، وأقبل على النظر في الكتب، وعلى مجالسة العلماء، وعلى اقتباس كلِّ نافع يسمع به أو يقرؤه.
- وكان من أذكى الأذكياء الذين عرفتُهم في حياتي، فصار عالمًا يُرجَع إليه ويُعتمَد عليه، ورزقه الله منزلةً، وصارت له مكتبةٌ كبيرة فيها نوادرُ المخطوطات، وطبعَ من الكتب خزانةً كاملة... هو العالم الفاضل الأستاذ زهير الشاويش.
- وفي 5/ 149: زهير واسعُ الاطِّلاع، وهو يضمُّ إلى ما رآه ما سمعَه، ويستودع ما سمع ذاكرةً قوية يؤيِّدها - كما يبدو - بمذكِّرات يكتبُها.
- وفي 5/ 178: وصفه مع أخوَيه عصام العطَّار ومحمد أديب صالح بقوله: من أهل الفهم والعلم والعقل والدِّين... وصاروا أساتذةً يُشار إليهم بالبَنان.
- وفي 5/ 205: ذكرَهم مرَّة أخرى بقوله: على أني لن أدعَ المؤتمر وأسافرَ قبل أن أذكرَ بالخير فتيةً أحسنوا إليَّ، فلم يُفارقوني ولم يضنُّوا عليَّ لحظةً أن يؤنسوني ويعينوني. كانوا يومئذٍ فتيةً كرامًا، وصاروا الآن أساتذةً أعلامًا، لهم كتبٌ ولهم مصنَّفاتٌ ولهم مآثرُ ظاهرات، ولهم في الإصلاح أثرٌ وفي الصلاح مكان: عصام العطَّار وزهير الشاويش وأديب صالح. زهير هو ابن نفسِه، علَّمها وزكَّاها، قرأ الكتبَ وصحب العلماء، وفتح عينيه على الحياة وأذنيه للعلم، وأمدَّته ذاكرةٌ قلَّ نظيرُها وذكاء ندَر مثيلُه، ثم أقبل على طبع الكتب وتصحيحها، والرجوع عند التصحيح إلى أصولها التي أخذ مؤلِّفوها منها، فبلغ ما ترَونه منه الآن.
- وفي 5/ 382: عرفتُ ولدي الأستاذ زهيرًا الشاويش حافظًا واعيًا وضابطًا محقِّقًا.

وكان الطنطاويُّ يقول: الأستاذ عبد الرحمن الباني وزير المَيمَنة مع الألباني، وزهير الشاويش وزير المَيسَرة. وفيما بعد كان يقول: لولا زهيرٌ ما راجَت آراء ناصر (الألباني).

## تكريمه
- كرَّمه الوجيه السعودي عبد المقصود الخوجة في الاثنينية بمدينة جُدَّة، سنة 1416هـ/ 1996م.[25]
- كرَّمته دار الفتوى والهيئات الإسلامية اللبنانية واختارته شخصية العام سنة 1425هـ في حفل كبير.[26]

## وفاته ودفنه

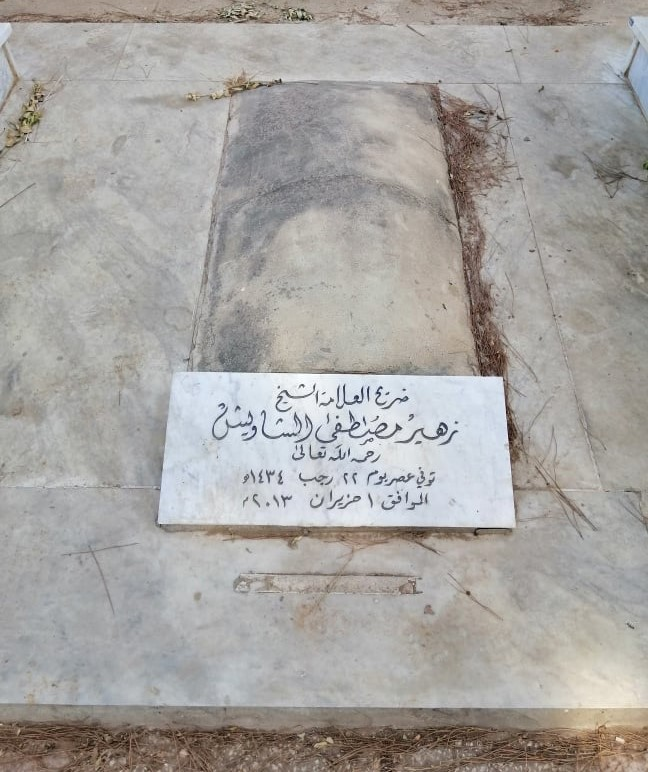
قبر زهير الشاويش

توفي في بيروت عصر يوم السبت 22 رجب 1434 هـ الموافق 1 يونيو 2013م،  وصُلِّي عليه في اليوم التالي الأحد في جامع الخاشقجي، ودُفن في مقابر الأوقاف الجديدة في بيروت.

## الملاحظات
1. ↑  اسمه مركَّب (محمد زهير) ولكنه اشتهر باسم (زهير) فقط، وهو ما يُثبته على أغلفة كتبه.